# HD 8681
HD 8681，又名CD-45 463，SAO 215494、HR 411，是一颗恒星，视星等为6.26，位于銀經284.11，銀緯-71.36，其B1900.0坐标为赤經1h 20m 21.3s，赤緯-45° -71.36′ 57″。